# Margaret Tragett
Margaret Rivers Tragett (de soltera Larminie) fue una jugadora de bádminton inglesa. Compitió en el All England Championships desde 1902 hasta 1933 y ganó once títulos. Obtuvo quince medallas representando a Inglaterra y también fue editora de la 'Gazette', una popular publicación de bádminton.
Después de casarse con Robert Tragett en 1911, compitió bajo su nombre de casada, Margaret Tragett.

## Registro de medallas en el All England Badminton Championships
| Medalla        | Año  | Evento      | Modalidad           |
| -------------- | ---- | ----------- | ------------------- |
| Medalla de oro | 1911 | All England | Individual femenino |
| Medalla de oro | 1911 | All England | Dobles mixto        |
| Medalla de oro | 1912 | All England | Individual femenino |
| Medalla de oro | 1914 | All England | Dobles femenino     |
| Medalla de oro | 1922 | All England | Dobles femenino     |
| Medalla de oro | 1923 | All England | Dobles femenino     |
| Medalla de oro | 1923 | All England | Dobles mixto        |
| Medalla de oro | 1925 | All England | Dobles femenino     |
| Medalla de oro | 1927 | All England | Dobles femenino     |
| Medalla de oro | 1927 | All England | Individual femenino |
| Medalla de oro | 1927 | All England | Dobles mixto        |

## Carrera como escritora
Publicando bajo su nombre de soltera, Margaret Rivers Larminie, Tragett escribió una serie de novelas generalmente bien recibidas, un manual de instrucción de bádminton y un volumen de poesía con su hermana Vera Larminie. 
Sobre la novela de Tragett de 1925, Soames Green, una crónica de la familia de un abogado rural, el crítico del Sheffield Daily Telegraph dijo: "La señorita Larminie es, sin duda, una Maestra - ¿o debería ser Maestra? - del lenguaje," aunque no consideró que la trama estuviera a la altura de su habilidad. La novela de Tragett de 1928, Galatea, trataba sobre las consecuencias de que una mujer llamada Emmeline ganara una enorme cantidad de dinero en una lotería, la cual Country Life describió como "una historia realmente distinguida y absolutamente encantadora." Alan Kemp, crítico de The Sketch, también encontró Galatea agradable, pero describió a Tragett como una novelista "competente".
La novela de Tragett de 1933, Doctor Sam, sobre un hombre que se casa con una madre viuda y se convierte en un buen padrastro, fue revisada positivamente en el Western Mail: "La señorita Larminie desprecia la afectación y, por lo tanto, escribe con una facilidad superlativa. Es tan encantadoramente natural que uno siente que su diálogo no podría ser de otra manera."  La última novela de Tragett, Gory Knight, fue una parodia de la novela de Dorothy L. Sayers de 1935 Gaudy Night.

## Obras
- 1918: [con Vera Larminie]: *Out of the East: And Other Poems: Adventurers All: A Series of Young Poets Unknown to Fame* [n.º 17], B.H. Blackwell.[8]
- 1922: Search [una novela]: Londres, Chatto & Windus.[8]
- 1923: Echo*: Londres, Chatto & Windus.[8]
- 1924: Deep Meadows: Londres, Chatto & Windus.[8]
- 1925: Soames Green: Londres, Chatto & Windus.[8]
- 1926: Badminton for Beginners, etc.: Londres, Chatto & Windus.[8]
- 1928: Galatea: Londres, Chatto & Windus.[8]
- 1932: The Visiting Moon: Londres, John Lane.[8]
- 1933: Doctor Sam: Londres, John Lane.
- 1937: [con Jane Langslow]: *Gory Knight* [una novela]: Londres, Longmans & Co.